# Аверс (футбольний клуб)
Футбольний клуб «Аверс» — український футбольний клуб з міста Бахмача Чернігівської області.

## Всі сезони в незалежній Україні
| Сезон   | Чемпіонат     | Чемпіонат | Чемпіонат | Чемпіонат | Чемпіонат | Чемпіонат | Чемпіонат | Чемпіонат | Кубок       | Кубок | Кубок | Кубок | Кубок | Кубок | Кубок | Примітка                                                         |
| Сезон   | Ліга          | Місце     | І         | В         | Н         | П         | М         | О         | Етап        | І     | В     | Н     | П     | М     | О     | Примітка                                                         |
| ------- | ------------- | --------- | --------- | --------- | --------- | --------- | --------- | --------- | ----------- | ----- | ----- | ----- | ----- | ----- | ----- | ---------------------------------------------------------------- |
| 1997/98 | Друга Група В | 17 з 17   | 0         | 0         | 0         | 0         | 0−0       | 0         | 1/32 фіналу | 4     | 3     | 0     | 1     | 4−1   | 6     | Знявся із змагань після 8-го туру чемпіонату і 1/32 фіналу кубка |
| Всього  | Друга         | —         | 0         | 0         | 0         | 0         | 0−0       | 0         | >1 сезон    | 4     | 3     | 0     | 1     | 4−1   | 6     |                                                                  |